# Ellakkudy
Ellakkudy es una  ciudad censal situada en el distrito de Tiruchirappalli en el estado de Tamil Nadu (India). Su población es de 16244 habitantes (2011). Se encuentra a 5 km de Tiruchirappalli y 47 km de Thanjavur.

## Demografía
Según el censo de 2011 la población de Ellakkudy era de 16244 habitantes, de los cuales 8150 eran hombres y 8090 eran mujeres. Ellakkudy tiene una tasa media de alfabetización del 96,24%, superior a la media estatal del 80,09%: la alfabetización masculina es del 98,45%, y la alfabetización femenina del 94%.